# Византијско-српски ратови
Византијско-српски ратови вођени су од почетка 7. века па све до друге половине 14. века. Иако Константин Порфирогенит у свом „Спису о народима" који представља једини извор о најстаријој историји Срба, пише да су се Срби населили на Балканско полуострво по дозволи цара Ираклија, много је вероватније да је насељавање извршено у склопу аварско-словенских похода на Полуострво почетком 7. века. Заједничка опасност од Турака зближила је две стране те од половине 14. века нема већих ратних сукоба између Срба и Византинаца.
За време владавине цара Ираклија грчки језик је постао службеник царске канцеларије. Император државе почиње да се зове „Василевс”. С обзиром на значајну тежину грчког елемента у Источном римском царству, може се користити и појам грчки за његов карактер.

## Историја сукоба
Европски делови Источног римског царства почетком 7. века свели су се на Цариград са најближом околином, Солун и поједине утврђене градове на црноморској, егејској, јонској и јадранској обали. У тим местима одржао се одређен број романизованог или хеленизованог касноантичког живља чији се потомци касније сусрећу у лику Срба, Влаха, Аромуна и Арбанаса. Планинске области северне Албаније пружале су уточиште прецима Албанаца који се у изворима јављају тек у 11. веку. Негде у њиховом суседству живеле су и масе Влаха које су се касније раселиле тако да је један део прешао преко Дунава и учествовао у образовању Румуна. Односи између Словена и староседеоцима у првим столећима после досељавања остају сасвим непознати, мада се зна да су Словени преузели од староседеоца поједине називе река и градова. Словени нису били повезани у веће целине већ су се окупљали у више мањих, слабо повезаних и несложних целина, што је подржавала и Византија. Разлог за то је, пре свега, природа земљишта, испресецаног планинским масивима и ненасељеним шумовитим просторима, као и друштвена организација Словена у то време. Византинци су територије које су држали Словени називали склавинијама. Колико је склавинија постојало и како су биле распоређене данас је непознато. Познате су само оне склавиније које су биле у видокругу византијских градова. Највише спомена остало је о склавинијама у данашњој Грчкој. У ширем солунском залеђу сусрећу се Струмљани (названи по реци Струми) и Ринхини (по реци Рихиос). У залеђу јадранске обале Неретљани (по реци Нарон – Неретва), Дукљани (по граду Доклеја) и Конављани (по остацима римског водовода). Дубоко у унутрашњости постојали су Тимочани (Тимок), у Македонији Другувити, а између планине Балкан и Дунава Северци.

## Насељавање Белих Срба на Балкан
У Спису о народима остали су сачувани и спомени Срба и Хрвата. Једна скупина Срба зауставила се северно од Олимпа. Центар јој је био у Србици (Сервија). Врло рано су Византинци од ових племена заробили део Срба и населили их у Малој Азији. У имену града Гордосервон у Битинији (забележен 680-681) сачуван је помен Срба. Податке о већим, организованим скупинама Срба и Хрвата оставио је Константин Порфирогенит у свом „Спису о народима“. Цар пише да су се Срби на Балканско полуострво доселили из области далеко на северу која се називала Бела Србија. У то време још увек нису били крштени. Током Ираклијеве владавине (610—641) владара Белих Срба наследила су два сина од којих је један, са половином народа, пошао на далек пут, у земљу византијског цара.
Срби у Сервији нису дуго остали већ су одлучили да се врате у прапостојбину, али су се на Дунаву предомислили и од цара тражили нову земљу за насељавање. Тада им је Ираклије доделио опустелу (од Авара) област између Саве и динарског масива. Населили су се у непосредном суседству Хрвата који су нешто раније дошли из Беле Хрватске. Област насељена Белим Србима граничила се са српским кнежевинама Неретљанском (између Цетине и Неретве), Захумљем (између Неретве и Дубровника), Травунијом (између Дубровника и Боке) и Дукљом (у подручју Скадарског језера). Сви су у 10. веку убрајани у Србе. Видљива је тенденција Константина Порфирогенита да прикаже како је Ираклије имао контролу над Србима што је далеко од истине јер се зна да су Словени, заједно са Аварима, у то време опседали Солун (611), касније и Цариград.

## Кнежевина Србија
Током 9. века Србију нису угрожавали Франци ни Византинци већ Бугари. По досељењу 8 словенских племена 680. године која су насељавала тај простор померила су се ка истоку, а остала су пристала на плаћање данка. Протобугари су ипак чинили мањину на том простору па су се постепено славизирали примајући словенски језик. Након пропасти Аварског каганата (796), Бугарска нагло јача. Кан Крум води рат са Византијом, а Пресијан између 835. и 852. године трогодишњи рат са Србијом (под кнезом Властимиром). Бугари други пут нападају Србију око 880. године. Њоме су тада управљали Властимирови синови; Мутимир, Стројимир и Гојник.
Истовремено долази до појачане активности Византије ка српским земљама, посебно у доба цара Василија I (867—886). Током његове владавине Срби прихватају врховну власт Византије, вероватно већ до 868. године, изузев Паганије. То није било само формално јер су српски одреди учествовали у освајању Барија 869. године. Признавање врховне византијске власти ишло је упоредо са масовним примањем хришћанства. Процес христијанизације Срба траје још од почетка 7. века. У почетку се вршило из приморских градова који су били под јурисдикцијом папе из Рима. Изгледа да су се Срби у једно време одрекли хришћанства (прва половина 9. века) па је Василије послао око 870. године свештенике да помогну крштење Срба.
Покрштавање Србије доприносило је јачању позиције српског кнеза који је тиме стекао легитимитет своје власти који је потврђен из Цариграда. Византија је тако уносила владарску идеологију у Србију. Византија се од друге половине 9. века меша у спољну политику Србије и њене односе са Бугарском. Властимир и Мутимир су сузбили два бугарска напада и одржали се као византијски штићеници. Њихове потомке Византија је подржавала у тешким временима Симеонове владавине. Бугарски штићеници који су постављани на престо брзо су мењали страну и враћали се Византији јер су добро знали да легитимитет њихове власти не долази из Преслава или из Плиске већ из Цариграда.

## Михаило Вишевић
Константин Порфирогенит саопштава да род Михаила Мишевића, сина Вишетиног, архонта Захумља, потиче од некрштених становника на реци Висли који се називају и Литцики. Бугарско пустошење српских земаља током Симеонове владавине је изгледа заобишло српске државе у Приморју. Захумље свакако није било опљачкано због тога што је кнез Михаило Вишевић био у савезништву са Симеоном. Савезништво је свакако постојало од 912. године, а можда и раније. Тада је Вишевић заробио византијског штићеника, сина млетачког дужда, и послао га Бугарима. Његов савез са бугарском био је условљен тадашњом политичком ситуацијом. Травунија и Паганија тада су се налазиле су саставу државе Петра Гојниковића, па је Захумље са три стране било окружено српском државом, а са мора је претила византијска флота. Плашећи се да не изгуби самосталност, Вишевић је постао савезник Бугарске, а самим тим и противник Византије и Србије. Из тих разлога је 917. године пријавио Симеону преговоре између Гојниковића и стратега Драча Лава Равдуха. Резултат тога је збацивање Петра Гојниковића. Свој политички успон Вишевић је доживео током бугарске окупације Србије (924—927). Присуствује на сплитском црквеном сабору из 925. године, заједно са краљем Томиславом. Следеће године предводи пљачкашки поход против византијског града Сипонта у Јужној Италији. У изворима се помиње као краљ односно као rex Sclavorum. Према томе, Михаило Вишевић је први српски владар са титулом краља.
Након Симеонове смрти Вишевић прелази на страну Византије и добија титулу антипата (проконзула) и патрикија. Био је крупна политичка фигура иако је управљао географски малим Захумљем. Крај каријере доживео је по доласку кнеза Часлава на власт. Није позната година његове смрти, али се Захумље половином 10. века налазило у саставу Чаславове државе.

## Деструкција српске државности
До средине 10. века долази до уједињавања српских кнежевина у Приморју са Србијом. За време кнеза Властимира припојена је Травунија, а за време Петра Гојниковића област Неретљана да би Чаславу пошло за руком да припоји Захумље, а можда и Дукљу. Свака од њих задржала је известан степен самосталности, а њени владари су у најбољем случају владали као удеони кнежеви Србије. Заједничка им је била спољна политика, одбрана државе и офанзивне акције против непријатеља. Половином 10. века умире кнез Часлав Клонимировић након чега се његова држава није само распала на области из којих је састављена већ је дошло и до поделе на западни и источни део Србије, односно поделе на Босну и на Расу. Јован Цимискије је 971. године освојио територију Првог бугарског царства. Византија се сада по први пут граничила са Србијом што доводи до обнављања њихове власти. У долини Велике Мораве формирана је тема Морава. Под њеном управом нашли су се источни делови Србије, пре свега земља Раса.
Против византијске власти избио је устанак Словена из Македоније на чијем челу се налазио цар Самуило. Центри Самуилове државе били су Преспа и Охрид, а његова држава простирала се на територији од Македоније до Дунава и Саве, Тесалија, Епир, бугарске земље између планине Балкана и Дунава. Његова држава обухватала је и бившу тему Македонију и катепанат са центром у Расу. На правцу његовог надирања нашао се Драч, кнежевина Дукља, Котор, Дубровник и Далмација. На челу Дукље се у то време налазио Јован Владимир који је био потчињен византијском цару. Он је Самуилу пружио отпор, али је приморан да постане његов вазал чијом се ћерком оженио. Животни пут Јована Владимира прекинут је убиством по наређењу узурпатора престола Самуиловог наследника, Јована Владислава. Јован Скилица је забележио да је Јован Владимир владао „Трибалијом и оближњим областима Србије“. Срби се у византијским изворима често изједначују са Трибалима што је поуздан доказ да је Јован Владимир владао српским народом. Постојање веће српске државе у доба Самуила није било могуће. Снажан политички утицај над српским земљама у Приморју имале су теме Драч и Далмација. Василије је образовао нове теме по реокупацији Балканског полуострва 1018. године.

## Српска државност у Дукљи
Након реокупације Балканског полуострва, Василије је спровео фискалне мере са циљем да олакша нов режим становништву освојених крајева. Донео је одлуку да се државни намети не сакупљају у новцу, као у осталим деловима царства, већ у натури: за сваки пар волова давао се по модиј жита, модиј проса и врч вина. Поред тога, византијски цар је обновио градове у рушевинама као што су Сирмијум, Београд, Ниш, Скопље и други. Промене које је увео довеле су до вишеструке поделе простора на коме су живели тадашњи Срби: на део са тематском организацијом и део са домаћим кнежевима, на део под црквеном влашћу Охридске архиепископије и део у сфери утицаја архиепископија у приморским далматинским градовима и одвајање западних делова некадашње Часлављеве државе у самосталну кнежевину под именом Босна. Држава Неретљана највећим делом била је у саставу хрватске државе. Као гранична област, држава Неретљана постала је позната под називом Крајина. Развој Захумља и Травуније у 11. веку веома је слабо познат. Водећу улогу у борби против Византије преузела је Дукља. Услови за активнију политику против Византије створени су после смрти цара Василија (1025) након чега се на престолу смењују слабе личности. Царство слаби, а повећава се потреба за новцем због чега се укида Василијева одлука о порезу у натури и враћа се порез у новцу. Први се од Византије одметнуо Стефан Војислав који се у изворима назива Дукљанином, Србином и Травуњанином. Он је засигурно родоначелник дукљанске династије Војислављевића, али није сигурно да је и сам потицао из Дукље. Први устанак подигао је после смрти Романа III Аргира (1034), али је он угушен за мање од две године. Том приликом је заробљен и одведен у Цариград одакле се успео спасити и подићи нов устанак крајем 1037. или почетком 1038. године. Овога пута је устанак био успешан; Војислав је заузео „земљу Срба“ и протерао византијског стратега Драча Теофила Еротика. Михаило Пафлагонац није предузимао ништа све до новог изазова кога му је Војислав упутио. У зиму 1039/40. годину Војислав је узео благо са византијског брода који се насукао на илирским обалама. Како је одбијао да га врати цару, избио је рат. Пафлагонац је на Војислава послао војску на челу са евнухом Георгијем Проватасом који је, међутим, у брдовитим крајевима изгубио скоро сву војску.
Нови устанак избио је 1040. године у Београду и у области Мораве. На његово чело стао је Петар Одељан који се издавао за Самуиловог унука тј. сина Гаврила Радомира. За кратко време устанак је захватио Ниш и Сердику. Становништво је било незадовољно увођењем дажбина у новцу и злоупотребама чиновника. У Македонији се Одељану покушао супротставити стратег Драчке теме Василије Синадин, али је он током устанка свргнут и збачен са положаја. Нови стратег био је озлоглашен међу локалним становништвом које се, на вест да је он унапређен у стратега Драча, дигло на устанак. Вођство је преузео Словен Тихомир кога су устаници извикали за цара. Устанак је сада имао двојицу вођа. Одељан је освојио Драч, нападао Солун и продирао у Грчку. На једном састанку Одељан је дигао устанике против Тихомира који је каменован. Одељан је постао једини вођа устанка, али само накратко. Почетком септембра 1040. године устанку се прикључио син Јована Владислава, Алусијан, дотадашњи намесник у Јерменији. Као Самуилов потомак, Алусијан је добио положај Одељановог савладара. После неуспеле опсаде Солуна мучки је ослепео Одељана и прибегао Византинцима. Устанак је после тога брзо угушен.
Нови цар, Константин IX Мономах (1041—1055) покренуо је снаге за гушење устанка Стефана Војислава. Јован Скилица пише да је војску чинило 60.000 људи под патрикијем Михаилом који није имао великог војничког искуства. Продро је у Војислављеву државу пустошећу пределе које је освајао. Војислав га је пропуштао запоседајући теснаце кроз које ће византијска војска морати да прође у повратку. Патрикије Михаило је у повратку упао у заседу у једном кланцу. Војска му је страдала од стрела и камења којим су их засипали устаници. Погинуло је две трећине војске. Војислав се изборио за независност своје државе која је обухватала простор од Бојане до Неретве, укључујући и територије некадашњих кнежевина Захумља, Травуније, Дукље и део Србије. Византија се морала задовољити симболичним потчињавањем и укључивањем Војислављеве државе у систем вазалних територија.
Војислава је пре 1055. године наследио син Михаило који је уписан у савезнике и пријатеље Ромеја и одликован титулом протоспатара која је заузимала угледно место у византијској хијерархији. Симболично се потчинио византијској власти, али је сачувао самосталност. Период мира разлог је што се у византијским изворима за дуже време не срећу подаци о Михаиловој владавини.

### Устанак Ђорђа Војтеха
После отприлике две деценије мира Михаило је увучен у крупне догађаје на Балкану. Након великог пораза Византије код Манцикерта у Македонији се почео припремати устанак изазван фискалном политиком логотета Нићифорице. Главни извор за устанак из 1072. године јесте анонимни Скиличин настављач. Устаници су за вођу изабрали Михаиловог сина Константина Бодина јер је био краљевског рода. Самуилови потомци већ су ишчезли или су били непожељни због искуства из 1041. године. Михаило је послао и 300 војника под војсковођом Петрилом у Призрен где су се окупљале вође покрета, укључујући и Ђорђа Војтеха из Скопља, најугледнијег међу устаницима. Бодин је почетком јесени 1072. године проглашен за цара под именом Петар. Стратег Бугарске кренуо је да угуши устанак, али је у међувремену смењен. Нови намесник претрпео је пораз у коме је изгубио живот. Устаници заузимају Скопље након чега се деле у две скупине. Бодин је кренуо према Нишу, а Петрило према југу заузимајући Охрид и Девол. Напао је Костур, али је у нападу поражен те се морао спасити бекством у Дукљу код Михаила. Бодин је за то време постизао успехе у Нишу, али је Војтех предао Скопље Византинцима уз гаранције да му се неће ништа десити. Бодина је позвао да нападне Скопље. Била је зима и Бодин је на Косово стигао по снегу. Византинци су му пошли у сусрет и тешко га поразили код места Пауни. Бодин је заробљен и послат у манастир Светог Сергија одакле је пребачен у Антиохију. Михаило га је ослободио потплативши млетачке трговце. Све то је пољуљало Михаилов положај, али после 1072. године нема података о његовом односу са Византијом.

### Константин Бодин
Рђави односи отпочели су око 1075. године када је стратег Драча постао Нићифор Вријеније који је заратио против Дукље и Хрватске. Резултати офанзивне политике нису могли бити трајни јер је он убрзо ушао у сукоб са царем Михаилом VII Дуком и у Једрену се прогласио за цара. Грађански рат искористио је Михаило да се окрене против Византије. Потчинио је 1077. године Дубровник својој власти. На царски престо попео се 1081. године Алексије Комнин. У годинама унутрашњих борби, намесник Драча био је Мономахит. Алексије га је сменио по доласку на власт, а Мономахит се склонио код дукљанског владара што није сметало Алексију да их прими као своје савезнике. Михаило се априла 1081. године повезао са Норманима у Барију оженивши свога сина ћерком Архирице, истакнутог норманског присталице. У то време долази до напада Роберта Гвискарда који је за своју прву мету на Балкану изабрао Драч. Уз Гвискарда је пристао Дубровник и Сплит док су албанске вође, Бодин и Млетачка пристале уз Алексија. У борбама око Драча био је присутан и Бодин, али није се укључио у сам сукоб. По освајању града се повукао са својом војском што је утицало да се повуче и рањени Алексије. У даљем напредовању Гвискард заузима Скопље, а напада и Охрид. Бодин је можда искористио неприлике Византије да збаци царску врховну власт. Непоуздани Барски родослов каже да је заузео Рашку и Босну и да је за жупане поставио два своја дворанина: Вукана и Марка, а у Босни Стефана.
Бодин се након завршетка рата сукобио са дуксом Јованом Дуком. У једној од већих битака Дука је заробио Бодина. Није познато где се и када одиграла битка ни како се Бодин ослободио. Вођена је између 1085. и 1090. године. Бодин се у изворима помиње још једном, када је у Скадру пријатељски дочекао део крсташа који су 1096/7. под вођством Рајмунда од Сен Жила године пролазили преко Балкана.

## Вукановићи

### Жупан Вукан
На слабљење политичког утицаја краљевске власти Војислављевића утицало је и нагло јачање власти великог жупана Вукана, који је управљао српским областима у унутрашњости, укључујући и област Рашке. Успон великог жупана Вукана започиње у време краља Бодина. Византијски цар Алексије се прибојавао заједничког напада Бодина и Вукана већ након победе над Печенезима 1091. године. Велики жупан Вукан вршио је снажан притисак на Косово, а његови ратници продирали су и на територију Византије. Византијски цар пожурио је да 1092. године утврди погранични појас познат под називом „Зигос“. Граница је била на брзину и слабо утврђена те ју је Вукан пробио 1093. године. Због тога се Алексије лично појавио у Скопљу са војском те се Вукан повукао у Звечан и понудио мир. Следеће године се ово поновило. Вукан је обновио нападе на Косову наносећи пораз Јовану Комнину, Алексијевом војсковођи. Када се Алексије лично појавио са војском, Вукан се повукао. Међу таоцима који су одведени у Цариград налазили су се и Вуканови синови Урош и Стефан Вукан. Од 1096. године ратови су престали због доласка крсташких армија који су путовали преко средње Европе, Београда, Ниша и Сердике. Вукан је обновио ратовање 1106. године поново поразивши Јована Комнина. Алексије се задовољио склапањем мира без територијалних промена.
Након успешних ратова, Вуканова Србија обухватала је долину Ибра низ Топлицу до Јужне Мораве. Обухватала је жупе Мораву (између Краљева и Чачка), жупу Борач (Гружа), жупе Лаб, Топлица и Расина, земље Лим, Моравица, јужни део „оностраног Срема“ и, пре свега, област Рашку. Нема прецизнијих података о ширењу српске државе са средиштем у земљи Босни. Почетком 12. века Босна се проширила на север до обале Саве; на жупе Усору и (можда) Соли на истоку. Истовремено, Угарска је освојила Хрватску (1102), а убрзо се окренула и ка Босни коју је освојила тридесетих година 12. века. Угарска власт над Босном, међутим, није била чврста због недостатка градова и путева. Босном је и даље управљао члан локалне династије са титулом бана, као вазал угарског краља.

### Урош I
Након смрти Вукана (1112/1114) држава великих жупана запада у династичке сукобе којима је био угрожен и отац Стефана Немање па се из Рашке склонио у Дукљу. Под непознатим околностима на престо долази Урош I, синовац Вукана. Византија је искористила немире у Србији да освоји Рас. Срби се нису могли помирити са губитком Раса због чега су и ушли у рат 1127. године на страни Угарске. Угарско-византијски рат започела је Угарска нападом и разарањем Београда. Повод је био одбијање византијског цара да преда Алмоша, брата краља Стефана који је управо наследио свога оца. Стефан је лађама пренео камење разрушеног Београда и од њега саградио Земун. Угарска војска потом је продрла до Ниша, Сердике и Филипопоља. Срби су се придружили Угарима и напали Рас. Рас је том приликом спаљен, а његов командант Критопла протеран. Византија је повела контраофанзиву и за две године сузбила Угаре преко Дунава. Устанак Срба осуђен је на неуспех. Срби су поражени, њихова област опљачкана, а мноштво Срба је пресељено у области Никомедије (у граду Севхорија). Након завршетка рата, све је остало по старом. Земље насељене Србима биле су у то време подељене у неколико вазалних кнежевина. Босна и Захумље налазили су се под утицајем Угарске. Великожупанска Србија, Дукља и Травунија биле су потчињене Византији. Урошев син, Деса, загосподарио је 1130. године Захумљем, а убрзо и Травунијом и Дукљом. Урошева ћерка Јелена удала се за Белу II, сина угарског краља Стефана.
У то доба су владари српских области у унутрашњости носили титулу „велики жупан“.

### Манојло Комнин
Половином 12. века створена је широка антивизантијска коалиција коју су чиниле Норманска краљевина, Угарска и Србија. Коалицију је подржавала и Француска, а на страни Византије био је немачки краљ Конрад III и Млетачка република. Рат на Балкану отпочео је 1147. године норманским нападима и освајањем Крфа, Коринта и Тебе. На угарском престолу тада се налазио Геза II, син Јелене и Беле. Врло утицајан био је Јеленин брат Белош, краљев васпитач, бан и палатин. Пошто је Геза био слеп, Белош је практично управљао државом до 1157. године. Угарска је у рату од 1149. године. Манојло је одустао од напада на Норманску краљевину и своје снаге је усмерио на најслабију чланицу савеза – Србију. Србијом је тада управљао Урош II, син Уроша I и брат Јелене и Белоша. Урош је напао суседне византијске територије. Савезничка помоћ није стигла на време те је Урош побегао у брда. Манојло разара Рас и пустоши територије до Раса. Остављајући у Расу одред на челу са Константином Анђелом, Манојло наставља кроз Србију освајајући област Никаву. Након тродневне опсаде, на јуриш је заузео тврђаву Галич. Урош је за то време безуспешно нападао одељења византијске војске. Пред Манојлом се повукао. Његов двор је спаљен.
Следеће године (1150) Манојло је повео још већи поход на Србију. Окупио је војску у Нишу. Са њом је ишао до Лугомира (Јагодине), Саве и Дрине. До одлучујуће битке дошло је на речици Тари у близини данашњег Ваљева. Урош је, по Јовану Кинаму, окупио велику војску и пружио јак отпор. У бици су учествовале и снаге из Угарске под вођством Вакхина. Ипак, битку је добила Византија, а Урош је присиљен на преговоре. Обавезао се на упућивање помоћног одреда војске Манојлу. Та обавеза постојала је и раније, а сада је повећана са 300 на 500 војника у Азији, а обавеза за ратове у Европи остала је 2000 војника. Тиме је рат завршен.
Следећег лета Манојло је напао Угарску. Заузео је Земун након дуге опсаде. Угарски краљ је у то време ратовао са Русима (против Византије) те се Манојлу супротставио Белош, Урошев брат. Исте године склопљен је мир по коме је потврђено стање на граници. Угарима је остао Срем, а Византији Београд и Браничево. Урош је 1153. године поново покушао да збаци византијску власт, али се пред Манојлом предао. Нови рат избио је 1154. године. Претходне године је Манојло на чело Београда и Браничева поставио Андроника Комнина, свог рођака у чију је верност био сигуран. Андроник је, међутим, склопио савез са Угарима са намером да поведе борбу против централне власти. За узврат им је обећао територију којом је сада управљао (Београд, Браничево, а можда и Ниш). Завера је откривена, а Андроник је ухапшен. Геза није знао шта се догодило Андронику па је 1154. године опсео Браничево. Одред војске предводио је и босански бан Борић. Пред Манојлом се Угари повлаче ка Београду. Тамо су поразили претходницу предвођену Василијем Цинцилуком. Византинци су једва успели да угуше побуну у Београду.

### Деса
Следеће године је Деса са својим присталицама збацио свог брата и прогласио се великим жупаном. Међутим, да би се одржао на власти, била му је потребна потврда византијског цара. Поштујући начело примогенитуре, а вероватно и из других разлога, Манојло се определио за Уроша II који је враћен на престо. Након Урошеве смрти, нови жупан (Прибислав; могуће да је то био сам Урош) се побунио против Византије, те га је Манојло збацио и на његово место поставио Белоша (који је избегао из Угарске). Белошу није одговарао вазални положај према византијском цару те се добровољно одрекао престола. Тада је Манојло поставио Десу уз услов да напусти област Дендру (нишавска област или Шумадија). Међутим, сукоб у Угарској након смрти Гезе II око престола, довео је до новог рата Византије и Угарске. Деса је намеравао да искористи новонасталу прилику. Одбио је да напусти Дендру, а одлагао је испуњење обавезе да цару пошаље одред војске за борбу против Угарске. Деса је позван на одговорност пред цара Манојла који се налазио у Нишу (1163). Тамо је утамничен и одведен у Цариград. Деса се касније некако ослободио заробљеништва те је умро у Требињу.

### Тихомир Завидовић и долазак Немање на власт
Византијски цар је након свргавања Десе на престо довео Завидиног сина Тихомира који је био члан владарског рода. Тихомирова браћа добила су територије. Страцимиру су припале територије око Западне Мораве, Мирославу Захумље, а Стефану Немањи жупе Топлица, Ибар, Расина и Реке (данашња Пуста Река). Немања је покушао да се осамостали. Манојлу су одговарали немири у Србији те је подржао најмлађег брата доделивши му област Дубочицу (данашњи Лесковац). Приближавање Немање Византији довело је до неповерења међу браћом. Браћа су га утамничила. Немања се ослободио те се супротставио браћи. Битка је вођена код Пантина на Косову (између 1166. и 1168) и завршена је поразом Немањине браће. Жупан Тихомир се удавио у реци. Немања је преузео његово место, а са браћом се измирио. Нови млетачко-византијски рат навео је Немању да се побуни против Манојла. Млетачка војска је, међутим, ослабљена епидемијом, а угарски краљ, Немањин штићеник, управо је умро. Манојло је са војском из Сердике кренуо ка Расу. Немања се повукао и затражио преговоре са царем. Са конопцем око врата појавио се пред Манојлом. Цар га је одвео у Цариград где је као заробљеник присуствовао тријумфалној поворци цара Манојла.

## Освајања Стефана Немање
После 1172. године Стефан Немања све до смрти цара Манојла (1180) није отпочињао сукобе са Византијом. Византија 1180. године запада у грађански рат у коме царев сродник Андроник Комнин наступа најпре као заштитник малолетног Алексија да би га потом убио и преузео власт. Угарски краљ Бела III (1172—1196) напада византијске територије и 1181. године успева да потчини део Хрватске, Далмацију и Срем. Бан Кулин такође улази у рат и осваја кучевско Загорје са рудником Железником и Рудиштима у подавалском крају. Угари нападају Београд и Браничево. Београд је у нападу толико страдао да је на немачке крсташе који су неколико година касније прошли кроз њега деловао као полуразрушен град. Антивизантијској коалицији придружио се и Стефан Немања. Српско-угарска војска успешно пустоши предео око Ниша и продире све до Сердике. Био је то први дубок продор у византијску територију. Бела се потом повлачи, а борбу Стефан Немања наставља сам. Српска војска продире у Дукљу и приморске области. Сам Немања је тамо био рођен, а био је и у сродству са дукљанским владарима те он и његови наследници борбу за Дукљу називају борбом за дједину. У Хиландарској повељи Стефана Немање (1198/1199), а такође и у потоњој Хиландарској повељи Стефана Немањића (1200/1202 или 1207/1208) стоји да је освојио „од морске земље Зету и с градови“. Стефан Немањић пише да је његов отац освојио и разорио Дањ, Сарду, Дриваст, Скадар, Свач, Улцињ, Бар и Котор. Котор је поштеђен пустошења и тамо је смештен владарев двор. Борбе су окончане пре јануара 1186. године. Дукља и Далмација улазе у састав Немањине државе, а дукљанска династија је потиснута. Кнегиња Десислава, супруга последњег дукљанског владара Михаила, склонила се 1189. године у Дубровник. Дукљу је Немања поверио на управу свом најстаријем сину Вукану. Немања 1185. и 1186. године покушава да освоји Дубровник. То му, међутим, није пошло за руком те је 1186. године закључен мир. Нормани су 1185. године обновили рат са Византијом и освојили Драч чиме су окончали постојање Драчке теме. Незадовољство становништва је кулминирало убиством цара Андроника на улици престонице и доласком Исака II Анђела на власт (1185—1195). Норманска опасност савладана је исте године, а у новембру је Исак склопио мир са Угарима препуштајући им Београд и Поморавје. У бугарским земљама 1185. године избија устанак Асена и Петра у коме ће 1204. године бити обновљено Бугарско царство. Стефан Немања је потражио савезнике и међу Бугарима о чему сведочи белешка једног немачког хроничара из 1189. године у којој се помиње савез Немање и Петра.
Савезнике је Немања потражио и међу немачким крсташима. Пораз јерусалимске војске код Хитина и пад Јерусалима под Саладинову власт 1187. године изазвао је покретање Трећег крсташког рата на чије чело стају најмоћнији монарси Европе, Ричард Плантагенет, Филип Август и Фридрих Барбароса. Најбројнија је била немачка крсташка армија која се преко Угарске старим Војничким путем преко Београда, Браничева, Ниша и Сердике кретала ка Цариграду. Стефан Немања је у међувремену порушио византијске тврђаве југозападно од Софије (Перник, Стоб, Землн, Велбужд и Житомиски), као и тврђаве у долини Тимока (Сврљиг, Равни, Козаљ), али их није задржао. Привремено је освојио и Скопље, Призрен, Лешак у Доњем Пологу и Градац, као и Ниш кога је планирао да претвори у своју престоницу. Српски посланици у Нирнбергу преговарали су о склапању савеза са немачком војском против Византије. Немци су имали неприлике приликом проласка путем Браничево-Ниш. Српска војска дочекала је Барбаросу пред Нишем да би га у граду свечано примио Немања и његов брат Страцимир. Понудио му је вазални однос и 20.000 војника за борбу против Византије. Преговарано је и око женидбе Мирослављевог сина Тољена и ћерке истарског маркгрофа Берхтолда од Андехта који је играо значајну улогу у преговорима. Преговори, међутим, нису били успешни јер је главни циљ Фридриха Барбаросе ипак био Јерусалим. Цариград је на преговоре одговорио постављањем препрека на путу до Цариграда. Ипак, фебруара 1190. године закључен је мир између Фридриха Барбаросе и Исака Комнина. Византијска војска је у касну јесен 1190. године кренула на Србију. До одлучујуће битке дошло је негде на Јужној Морави. Срби су тешко поражени како то описује хроничар Никита Хонијат. Уследили су преговори који су окончани мировним споразумом. Византија је Србији по први пут признала независност и власт над највећим делом освојених територија. Немања је вратио Призрен и Скопље са околином као и крајеве источно од Јужне и Велике Мораве које су чиниле источну границу државе. Србији су трајно прикључене Дукља, жупе у Метохији (Патково, Хвосно, Подримље и Кострц), жупе на Косову (Дршковина, Липљан, Ситница и Лаб), жупе на обалама Јужне Мораве (Дубочица, Реке, Ушка), жупа Загрлата код Ђуниса и жупе уз леву обалу Велике Мораве. Српско-угарска сарадња заувек се раскида и претвара у непријатељство. Пред крај своје владавине Стефан Немања брани северну границу од Угара, а помоћ му пружа византијска војска. Савезнички односи учвршћени су династичким браком између Стефана Немањића и Евдокије, синовице Исака Анђела. Када је Алексије III Анђео збацио брата са власти, Стефан Немањић је постао зет византијског цара који му је доделио титулу севастократора.
Освајањем Цариграда у Четвртом крсташком рату (1204), од територије Византије формирано је више крсташких држава (Латинско царство, Епирска деспотовина, Солунска краљевина, Атинско војводство, Ахајска кнежевина). Византијску власт у Цариграду обновиће тек 1261. године никејски цар Михаило VIII Палеолог.

## Милутинова освајања
За време владавине краља Уроша I, материјалне могућности земље нагло су порасле што је појачало ратоборно расположење владајућих кругова према Византији. Драгутинова владавина, међутим, не бележи никакве значајније потезе против Царства. Почетком 1282. године краљ Драгутин је пао са коња под Јелечом. Прелом ноге је био доста компликован јер је, уз незадовољство властеле проугарском политиком, био разлог Драгутинове абдикације на сабору у Дежеву и предаје власти брату Милутину (1282—1321). Милутин је врло брзо оправдао очекивања кругова који су се залагали за офанзивну политику према Византији. Приступио је антивизантијској коалицији формираној у Орвијету 1281. године са циљем уништења Византијског и обнове Латинског царства. Коалицију је предводио Карло Анжујски, брат бившег француског краља Луја IX Светог. На самом почетку рата, док у Србију још нису допрли одјеци Сицилијанске вечерње, Милутин на велико изненађење Византинаца продире дубоко у непријатељску територију и заузима Скопље. Поред Скопља, освојено је више значајнијих области у Македонији: Горњи и Доњи Полог, Злетово, Овче Поље, Пијанец. Сицилијанска вечерња онеспособила је вођу коалиције те је Михаило Палеолог предузео припреме за напад на Србију током којих је и умро 11. децембра 1282. године. Његова најамничка војска је привремено заустављена. Нови владар, Андроник II Палеолог је на пролеће 1283. године упутио татарску најамничку војску на Србију. Она је допрла све до Липљана и Призрена, али је у једном тренутку страдала у набујалом Дриму. Милутин је предузео контранапад и, уз помоћ брата Драгутина, продро дубоко у Византијску територију. Опустошио је струмску и серску област и досегао је границе Свете Горе и Христопоља на Егејском мору (почетак 1284). Следеће године Милутин запоседа Пореч, Кичево и Дебар померајући границу ка југу. Граница је успостављена на линији Струмица-Просек-Прилеп-Охрид-Кроја. Граница је остала стабилна током Милутинове владавине. Сем пљачкашких похода у Тесалији, већих продора није било.
Византија почетком 1296. године постиже значајне успехе у Албанији освајајући Валону и Драч. Милутин им је до јуна исте године преотео Драч. Противнапад војсковође Михаила Главаса завршен је потпуним неуспехом. Преговори су вођени две године (1297—1299) и окончани су склапањем мира утврђеног женидбом краља Милутина и цареве петогодишње ћерке Симониде. На састанку на „ничијој земљи2, на Вардару, Византинци су Милутину предали Симониду, а он њима своју бившу жену Ану, бугарску принцезу, и таоце. Охридски архиепископ Макарије обавио је венчање Милутина и Симониде.
Измирење са Византијом 1299. године, крунисано браком са Симонидом, представља велики успех у Милутиновој политици. Тиме је постигао легализацију освојених територија у Македонији које су Србији прикључене као мираз. У једној својој повељи, Милутин сам пише како је „мачем узео скопску, овчепољску, полошку и дебарску и друге земље и потом постао зет самодржавног грчког цара Андроника. Савез са Византијом имао је значајну опозицију у Србији. Пре свега, против савеза су били краљева мајка Јелена и краљев брат Драгутин. Драгутинов став може се извести из догађаја који су уследили и белешке византијског писца Георгија Пахимера који каже да је Андроник своме зету пружио савезничку помоћ због које је Драгутин морао да одустане од планираног напада.
Милутинови преговори са западом нису се одразили на односе са Андроником. Византијско царство је у том тренутку ратовало са Османлијама доводећи у Малу Азију ратнике најамничке Каталинске компаније који су се убрзо окренули против својих послодаваца и почели са пљачкањем Грка. На мети се нашла и Света Гора, па и Хиландар. Милутин је водио рачуна о Хиландару. Подигао је нову цркву на месту старе Немањине, подигао је бедеме око Хиландара и два пирга од којих је један бранио цркву од напада гусара са мора. Страдања Хиландара током трогодишњих каталинских напада (1307—1310) забележио је тадашњи управник манастира, каснији архиепископ Данило. Каталинци се повлаче на запад, преко Тесалије и Епира стижу до Атинског војводства где, након краткотрајне службе војводи, окрећу се против њега и наносе му пораз код Кефиса (1311) након чега преузимају власт над војводством. Тиме је опасност по Србију привремено отклоњена. Још у Тесалији се од Каталинаца одвојио најамнички одред Туркопола које је, под заповедништвом Мелика, Милутин унајмио у своју службу.

## Стефан Дечански
Током 1320. године Милутин је, на молбу бившег хиландарског и бањског игумана Данила и Светогораца, допустио сину Стефану да се из Цариграда врати у Србију. Доделио му је за издржавање жупу Будимљу. Између смрти краља Милутина и крунисања Стефана Дечанског за краља прошло је седамнаест дана. Краљевску титулу носио је и Драгутинов син Владислав који се након Милутинове смрти успео ослободити заробљеништва. Трећи претендент био је Стефанов брат Константин. У борби за круну победу до 1323. године односи Стефан Дечански. Током владавине Стефана Дечанског избио је у Византији грађански рат између Андроника II и његовог унука Андроника III Палеолога. Стефан није узимао учешћа током прве фазе рата која је окончана јуна 1321. године склапањем мира који је трајао пет година. У првој половини 1324. године Стефан Дечански се оженио Маријом Палеолог, ћерком панхиперсеваста Јована, синовца Андроника II и Ирине, ћерке великог логотета Теодора Метохита. Брак је убрзо довео до проблема са византијским царем. Јован је намеравао да се осамостали у Солуну. Без подршке Византије, он је побегао на двор српског краља и заједно са њим је пустошио околне византијске области не успевајући да им наметне своју власт. Умирио се када је добио титулу кесара, а убрзо је и умро.
Новембра 1327. године поново се распламсао грађански рат. Стефан Дечански је стао на страну старијег, а Михаило Шишман на страну млађег Андроника. Српску савезничку војску предводио је Хреља, „први по храбрости и чину код српске властеле". Српске трупе су се нашле између Сера и Солуна. Млађи Андроник уз помоћ својих присталица заузима Солун. Српска војска нашла се опкољена у Серу. Присталице старог цара, око 150 угледних Византинаца, пребегле су српском краљу наговарајући га да се лично упути на граничну област. Дечански није ступао у отворен сукоб са Андроником Млађим. Маја 1328. године он је овладао престоницом и свога деду присилио да се замонаши. Привремени сукоби између Андроника и Михаила Шишмана окончани су октобра 1328. године. На састанку је склопљен савез против Србије. Дечански је 1329. године опседао Охрид одакле се повукао по доласку Андроника. Србија је на пролеће 1330. године нападнута са две стране. Андроник се налазио у Македонији где је освојио поједина утврђења, али није допро даље од пелагонијске равнице. Бугарска војска страховито је поражена код Велбужда након чега је Андроник напустио Македонију. Велес, Добрун, Просек, Штип и Чрешће предају се српском краљу.

## Душан Силни

### Рат против Андроника
Стефанов наследник, Душан, непосредно по доласку на власт предузима пустошење византијских територија источне Македоније и долине Струмице све до Егејског мора. Рат против Византије био је беспоговоран захтев српске властеле. Опис овог Душановог похода забележио је једино хроничар Нићифор Григора. У првој години рата Душан заузима Струмицу. У току припрема за већи поход у Србију је пребегао византијски великаш Сигријан који је након завршетка грађанског рата пао у немилост новог цара. Сигријан је помогао Душану у припремама и заједно са његовом војском учествовао у освајању Прилепа, Охрида и Костура. Солун је издржао опсаду. Андроников човек, Сфранцес Палеолог, убио је Сигријана претварајући се да му је пријатељ. Погибија Сигријана као и претња Карла Роберта на северу присилила је Душана на склапање мира. Са Андроником се састао недалеко од Солуна где је 26. августа 1334. године склопљен мир по коме је Душан задржао Прилеп, Охрид и Струмицу. Охридски архиепископ прихватио је владавину српског краља. Мирни односи са Византијом трајали су до Андроникове смрти 1341. године. Престо је преузео његов млади син Јован V уместо кога је владало регентство на челу са Аном Савојском. Душан је 1341. године освојио поједине градове око Солуна.

### Грађански рат у Византији
Повлачење великог доместика Јована Кантакузина у Дидимотику и проглашење за цара (октобар 1341) означило је избијање новог грађанског рата. Кантакузин је 1342. године безуспешно покушавао да ступи у контакт са Душаном кога је познавао још од 1336. године када је присуствовао још једном састанку српског краља и цара Андроника. Са Душаном је ступио у контакт преко Јована Оливера и његовог брата Богдана. Састанак је одржан у Приштини јула 1342. године. Преговори су окончани склапањем савеза против Ане Савојске и Алексија Апокавка. Договорено је да свако задржи оно што освоји.
Српски одреди учествују у нападу на Сер 1342. године. Предводио их је Јован Оливер и војвода Вратко. Јован га напада и следеће године. Међутим, не успева да га освоји. Покрети Душанових трупа су 1342—3. године били усмерени ка Албанији. Краљ осваја Берат, Канин и Кроју. Сем Драча који је био под Анжујцима, Душан је освојио целу Албанију. Осваја и тврђаве јужне Македоније: Воден, Костур, Хлерин. Почетком 1343. године заузима области источно од Вардара, заједно са тврђавом Мелник. Освајањима византијских градова Душан је придавао велики значај што се види и у титули коју је носио. У то време долази до прекида веза са Кантакузином који нове савезнике проналази у Турцима. Раскид је означен Кантакузиновим заузимањем Верије за коју је и Душан био заинтересован. Душан склапа савез са легитимном цариградском владом тј. са Алексијем Апокавком и Аном Савојском. Кантакузину прилази Момчило, владар у околини Родопа. Душанова војска предвођена кесаром Прељубом сусрела се са Турцима код Стефанијане маја 1344. године. То је први сукоб Срба и Турака на европском тлу и завршен је поразом српске војске. Код тврђаве Перитеориона је 7. јуна 1345. године у сукобу са Турцима погинуо Момчило који је у међувремену пришао Апокавку. Душан почетком 1345. године опседа Сер. Септембра исте године град је пао у српске руке. Исту судбину доживели су сви византијски градови источно од Христопоља. Халкидики са Светом Гором такође су освојени. Крајем 1345. године Душан се у Серу прогласио за цара. Уследило је и крунисање, на Ускрс 16. априла 1346. године.

### Рат против Јована Кантакузина
Јован Кантакузин је фебруара 1347. године ушао у византијску престоницу. Млађи Јован постао је Кантакузинов савладар. Завршетак грађанског рата није одговарао Душану. Кантакузин му је послао изасланике који су му се најпре захвалили за ранију помоћ, а потом су затражили да Царству врати градове које је освојио. Душан му није ни одговорио на поруке. Царев син, Матија Кантакузин, самостално је овладао територијом од Дидимотике до Христопоља и 1347. године пустошио области под српском влашћу. У то време је епидемија куге, познатија као „Црна смрт" погодила и Србију као и велики део Европе. Душан је то време провео на Светој Гори. Међу многобројним жртвама куге био је и Кантакузинов присталица, намесник Епира и Тесалије, Јован Анђео. Душанова војска посела је Јованове области. Великаши Тесалије прихватили су Душанову власт без отпора. На чело ових области Душан је поставио кесара Прељуба. У Епиру је за намесника постављен Душанов брат, Симеон Синиша Немањић са седиштем у Арти, некадашњој престоници Епирске деспотовине. Са центром у Валони, Албанијом је владао царичин брат Јован Асен Комнин. Кантакузину је од европских територија остао само Цариград са околином јер ни Солун није прихватао његову власт (од 1348). Душан је могао да тврди да је освојио пет шестина Византијског царства. Са Млетачком је преговарао о освајању самог Цариграда.
Душан је 1350. године заратио против босанског бана Стјепана II Котроманића. У походу на Хумску земљу допро је до Крке, али се морао вратити због изненадног напада Јована Кантакузина на Македонију. Кантакузин је овладао Солуном и отпочео са освајањем Македоније. Многи великаши пришли су Кантакузину. Заузео је Воден. Прељуб је одбио Кантакузинове нападе на Тесалију. За време Кантакузинових напада на Бер, Воден и Сервију, патријарх Калист је донео одлуку о изопштењу цара Душана, српског патријарха Јоаникија и осталих српских архијереја, што је довело до дугогодишњег црквеног црквеног раскола између две патријаршије.
Цар Душан се није много обазирао на одлуку о изопштењу, која је била донета са закашњењем од четири године, што је био јасан показатељ да је имала политичку основу. Последице раскола су се осетиле тек по Душановој смрти. У међувремену, Душан је за легитимног цара прихватио Јована Палеолога. У бици код Дидимотике 1352. године сукобиле су се војске српског и бугарског владара и Палеолога са једне и Турака и Кантакузинових снага са друге стране. Бројнија турска војска однела је победу.
Након овог пораза, Душан је у Авињон послао дворског судију Божидара, Грка Нестонга и Которанина Дамјана да са папом преговарају о организовању крсташког рата. Као предводник крсташке армије, Душан је био спреман да папу прихвати за духовног оца свих хришћана што му и није било тешко због раскола српске и византијске цркве. Посланство се вратило необављеног посла. Непријатељство са угарским краљем Лудовиком онемогућило је озбиљније успехе. Душан је умро 20. децембра 1355. године.

## Распад Српског царства
Након смрти Душана и кесара Прељуба византијски великаши комадају јужне крајеве Српског царства. Деспот Нићифор II Орсини овладао је Тесалијом и јужним Епиром, као и Кефалонијом. Владао је независно од Цариграда. Браћа Палеолози, Јован и Алексије, освајају Хрисопољ, Анактаропољ и Христопољ, такође овладавши самостално. Матија Кантакузин напада Сер, али је поражен и једно време држан у заробљеништву кесара Војихне, господара Драме. Напади византијских великаша нису били усаглашени. Јован Комнин Асен је своју област издвојио из српске државе. У сукобу са Урошем, Симеон је поражен код Скадра 1358. године. Нићифор Орсини је погинуо у побуни Арбанаса 1359. године те је Симеон Немањић преузео његове територије. Грчки великаши покушали су да се окористе неприликама Уроша након битке на Марици. Солунски деспот Манојло (будући ца Манојло II) заузео је Сер који је до тада припадао Јовану Угљеши. Несумњиво је покорио и остале градове у самом средишту Угљешине државе укључујући и острво Тасос и градове у Пиеријском приморју. Под контролом Византинаца поново се нашло подручје од Солуна до христопољских кланаца. Рестаурација византијске власти подгрејала је наду о обнови некадашње империје, али се нада брзо изјаловила. Опасност од Турака приморала је Византинце на непопуларну меру: одузимање црквених добара ради јачања одбрамбене моћи. Територије су уступљене пронијарима. Манојло је 1408. године присећа како је одмах по погибији Угљеше морао уступити половину метоха светогорских и солунских пронијарима. Убрзо после Маричке битке Византија губи самосталност. Цар Јован као Муратов вазал учествује у једном од турских похода.

## Хронологија Византијско-српских ратова
- Почетак 7. века - Насељавање Срба на Балкан
- Средина 9. века - Покрштавање Срба
- 867. - Оснивање Далматинске теме
- 927[124]. - Долазак Часлава на власт
- 971. - Цимискијева реокупација Балкана
- 976-1018. - Устанак комитопула
- 1034-1042. - Устанак кнеза Војислава
- 1040. - Устанак Петра Одељана
- 1072. - Устанак Ђорђа Војтеха
- 1091-око 1112. - Владавина великог жупана Вукана
- 1127-1129. - Устанак у време Јована Комнина
- 1150. - Битка на Тари
- 1154. - Опсада Браничева
- 1168. - Битка код Пантина
- 1172. - Устанак Стефана Немање
- 1180-1190. - Освајања Стефана Немање
- 1191. - Битка на Морави; Склапање српско-византијских уговора
- 1281. - Србија приступа антивизантијској коалицији на челу са Карлом Анжујским
- 1282-1299. - Освајања краља Милутина
- 1327-1330. - Рат у доба Стефана Дечанског
- 1332-1334. - Први Душанов рат са Византијом
- 1341-1348. - Душанова освајања.
- 1352. - Битка код Дидимотике
- 1355-1371. - Распад Српског царства
- 1373. - Византија постаје вазал Османског царства.

## Галерија

### Византијске вође у Српско-византијским ратовима
- Ираклије
- Василије I Македонац
- Василије II Бугароубица
- Михајло IV Пафлагонац
- Константин IX Мономах
- Михајло VII Парапинак
- Нићифор III Вотанијат
- Алексије I Комнин
- Манојло I Комнин
- Андроник I Комнин
- Исак II Анђео
- Михајло VIII Палеолог
- Андроник II Палеолог
- Андроник III Палеолог
- Јован V Палеолог
- Јован VI Кантакузин

### Српске вође у Српско-византијским ратовима
- Стефан Војислав
- Михаило Војислављевић
- Константин Бодин
- Вукан
- Стефан Немања
- Урош I Немањић
- Драгутин Немањић
- Милутин Немањић
- Стефан Дечански
- Душан Немањић
- Урош Нејаки
- Хрељина кула у Рилском манастиру
- Јован Оливер